# Olaus Graan (kyrkoherde i Piteå)
Olaus Stephani Graan, född 1618 i Övergrans socken i Uppland, död 1689 i Piteå landsförsamling, var en svensk präst. 

## Biografi
Olaus Graan var son till kyrkoherden i Övergrans socken Stefan Stephani och dennes hustru Anna. Olaus Graan inskrevs som student vid Uppsala universitet 1637. Åren 1647, 1648 och 1649 gav han ut svenska almanackor och 1650 blev han lektor i matematik vid det nyinrättade Härnösands gymnasium, men snart övergick han till att ägna sig åt teologi. År 1656 blev Olaus Graan kyrkoherde i Piteå landsförsamling. Där blev han dock inte populär utan anmäldes 1669 till Härnösands konsistorium, anklagad på totalt 18 punkter, bland annat för att han tog för mycket betalt för brudvigningar och för att han höll obegripliga predikningar. Olaus Graan gjorde avbön och lovade bättring, men det varade inte länge. Den franske resenären Jean-François Regnard skildrade honom på ett negativt sätt i sin reseskildring.
Olaus Graan var gift tre gånger. Hans första hustru var Anna Steuchia (1636–1662), dotter till superintendenten Petrus Erici Steuchius, och fick med henne sex barn. Efter hennes död gifte han om sig med Elisabeth Larsdotter, som emellertid snart avled. Slutligen gifte han sig med Brita Tornæa, dotter till kyrkoherden i Torneå, Johannes Jonæ Tornæus, och fick med henne tre barn.
Som kyrkoherde i Piteå hade Olaus Graan även ansvar för samerna i Pite lappmark och gjorde långa tjänsteresor inom både denna lappmark och Lule lappmark. Han ansågs därmed sakkunnig på samernas liv och författade en av de så kallade prästrelationerna som låg till grund för Johannes Schefferus verk Lapponia. Till stora delar följer Olaus Graan Samuel Rheens text, men han har också självständiga partier, bland annat om samernas tideräkning. Olaus Graans bidrag inkom dock till Schefferus först 8 maj 1672, då merparten av verket redan gått till tryckning.